# Ligue des champions de l'UEFA 1995-1996
Navigation
Édition précédente Édition suivante
La Ligue des Champions 1995-1996 a vu la victoire de la Juventus.
La compétition s'est terminée le 22 mai 1996 par la finale au Stadio Olimpico à Rome.
Le nombre total de participants est limité à 24. Les clubs champions des championnats les plus faibles ne peuvent donc pas disputer cette Ligue des champions et sont inscrits à la place en coupe UEFA.

## Participants
|     | Italie   | France    | Allemagne         | Espagne     |
| --- | -------- | --------- | ----------------- | ----------- |
| 1er | Juventus | FC Nantes | Borussia Dortmund | Real Madrid |

|     | Angleterre          | Portugal | Russie         | Tenant du titre et Pays-Bas |
| --- | ------------------- | -------- | -------------- | --------------------------- |
| 1er | Blackburn Rovers FC | FC Porto | Spartak Moscou | Ajax Amsterdam              |

| Tour préliminaire | Tour préliminaire |
| --- | --- |
| - Belgique : RSC Anderlecht - Turquie : Beşiktaş JK - Autriche : Austria Salzburg - Grèce : Panathinaïkós - Danemark : AaB Aalborg - Suède : IFK Göteborg - Écosse : Rangers FC - Suisse : Grasshopper Zürich | - Pologne : Legia Varsovie - Roumanie : Steaua Bucarest - Norvège : Rosenborg BK - Israël : Maccabi Tel-Aviv - Hongrie : Ferencváros TC - Croatie : Hajduk Split - Chypre : Anórthosis Famagouste - Ukraine : Dynamo Kiev |

## Tour préliminaire
Les huit clubs des championnats les mieux classés à l'indice UEFA sont exemptés de premier tour et directement qualifiés pour le tour principal. Les seize autres se disputent les huit places restant à pourvoir en phase de poules : les huit vainqueurs sont qualifiés tandis que les huit perdants disputent la Coupe UEFA.
| Équipe 1           | Résultat | Équipe 2              | Aller | Retour |
| ------------------ | -------- | --------------------- | ----- | ------ |
| Austria Salzburg   | 0 - 1    | Steaua Bucarest       | 0 - 0 | 0 - 1  |
| Grasshopper Zurich | 2 - 1    | Maccabi Tel-Aviv      | 1 - 1 | 1 - 0  |
| Rangers FC         | 1 - 0    | Anorthosis Famagouste | 1 - 0 | 0 - 0  |
| Legia Varsovie     | 3 - 1    | IFK Göteborg          | 1 - 0 | 2 - 1  |
| Dynamo Kiev        | 4 - 1    | AaB Aalborg           | 1 - 0 | 3 - 1  |
| Rosenborg BK       | 4 - 3    | Beşiktaş              | 3 - 0 | 1 - 3  |
| RSC Anderlecht     | 1 - 2    | Ferencváros           | 0 - 1 | 1 - 1  |
| Panathinaïkos      | 1 - 1E   | Hajduk Split          | 0 - 0 | 1 - 1  |

## Phase de groupes
Les 16 équipes sont réparties en quatre groupes de quatre équipes. Chaque équipe joue deux fois contre les trois autres équipes du groupe. Les deux premiers de chaque groupe sont qualifiés pour les quarts de finale.
Le barème de la victoire à trois points est appliqué pour la première fois en Ligue des champions.
En cas d'égalité dans un groupe au terme des six matchs, les critères suivants sont utilisés pour départager les équipes :
1. Confrontations directes
2. Buts marqués à l'extérieur dans les confrontations directes
3. Différence de buts totale

### Groupe A
| Rang | Équipe        | Pts | J | G | N | P | Bp | Bc | Diff |  | Résultats (▼ dom., ► ext.) |     |     |     |     |
| ---- | ------------- | --- | - | - | - | - | -- | -- | ---- |  | -------------------------- | --- | --- | --- | --- |
| 1    | Panathinaïkos | 11  | 6 | 3 | 2 | 1 | 7  | 3  | +4   |  | Panathinaïkos              |     | 3-1 | 0-0 | 2-0 |
| 2    | FC Nantes     | 9   | 6 | 2 | 3 | 1 | 8  | 6  | +2   |  | FC Nantes                  | 0-0 |     | 0-0 | 3-1 |
| 3    | FC Porto      | 7   | 6 | 1 | 4 | 1 | 6  | 5  | +1   |  | FC Porto                   | 0-1 | 2-2 |     | 2-0 |
| 4    | AaB Aalborg   | 4   | 6 | 1 | 1 | 4 | 5  | 12 | -7   |  | AaB Aalborg                | 2-1 | 0-2 | 2-2 |     |

### Groupe B
| Rang | Équipe              | Pts | J | G | N | P | Bp | Bc | Diff |  | Résultats (▼ dom., ► ext.) |     |     |     |     |
| ---- | ------------------- | --- | - | - | - | - | -- | -- | ---- |  | -------------------------- | --- | --- | --- | --- |
| 1    | Spartak Moscou      | 18  | 6 | 6 | 0 | 0 | 15 | 4  | +11  |  | Spartak Moscou             |     | 2-1 | 4-1 | 3-0 |
| 2    | Legia Varsovie      | 7   | 6 | 2 | 1 | 3 | 5  | 8  | -3   |  | Legia Varsovie             | 0-1 |     | 3-1 | 1-0 |
| 3    | Rosenborg BK        | 6   | 6 | 2 | 0 | 4 | 11 | 16 | -5   |  | Rosenborg BK               | 2-4 | 4-0 |     | 2-1 |
| 4    | Blackburn Rovers FC | 4   | 6 | 1 | 1 | 4 | 5  | 8  | -3   |  | Blackburn Rovers FC        | 0-1 | 0-0 | 4-1 |     |

### Groupe C
| Rang | Équipe            | Pts | J | G | N | P | Bp | Bc | Diff |  | Résultats (▼ dom., ► ext.) |     |     |     |     |
| ---- | ----------------- | --- | - | - | - | - | -- | -- | ---- |  | -------------------------- | --- | --- | --- | --- |
| 1    | Juventus          | 13  | 6 | 4 | 1 | 1 | 15 | 4  | +11  |  | Juventus                   |     | 1-2 | 3-0 | 4-1 |
| 2    | Borussia Dortmund | 9   | 6 | 2 | 3 | 1 | 8  | 8  | 0    |  | Borussia Dortmund          | 1-3 |     | 1-0 | 2-2 |
| 3    | Steaua Bucarest   | 6   | 6 | 1 | 3 | 2 | 2  | 5  | -3   |  | Steaua Bucarest            | 0-0 | 0-0 |     | 1-0 |
| 4    | Rangers FC        | 3   | 6 | 0 | 3 | 3 | 6  | 14 | -8   |  | Rangers FC                 | 0-4 | 2-2 | 1-1 |     |

### Groupe D
| Rang | Équipe             | Pts | J | G | N | P | Bp | Bc | Diff |  | Résultats (▼ dom., ► ext.) |     |     |     |     |
| ---- | ------------------ | --- | - | - | - | - | -- | -- | ---- |  | -------------------------- | --- | --- | --- | --- |
| 1    | Ajax Amsterdam     | 16  | 6 | 5 | 1 | 0 | 15 | 1  | +14  |  | Ajax Amsterdam             |     | 1-0 | 4-0 | 3-0 |
| 2    | Real Madrid CF     | 10  | 6 | 3 | 1 | 2 | 11 | 5  | +6   |  | Real Madrid CF             | 0-2 |     | 6-1 | 2-0 |
| 3    | Ferencváros        | 5   | 6 | 1 | 2 | 3 | 9  | 19 | -10  |  | Ferencváros                | 1-5 | 1-1 |     | 3-3 |
| 4    | Grasshopper Zurich | 2   | 6 | 0 | 2 | 4 | 3  | 13 | -10  |  | Grasshopper Zurich         | 0-0 | 0-2 | 0-3 |     |

## Tableau final
|  | Quarts de finale  | Quarts de finale  | Quarts de finale   | Quarts de finale  |                |                | Demi-finales       | Demi-finales       | Demi-finales       | Demi-finales       |  |  | Finale                             | Finale                             | Finale                             | Finale                             |
|  |                   |                   |                    |                   |                |                |                    |                    |                    |                    |  |  |                                    |                                    |                                    |                                    |
|  | 6 et 20 mars 1996 | 6 et 20 mars 1996 | 6 et 20 mars 1996  | 6 et 20 mars 1996 |                |                | 3 et 17 avril 1996 | 3 et 17 avril 1996 | 3 et 17 avril 1996 | 3 et 17 avril 1996 |  |  | 22 mai 1996, Stadio Olimpico, Rome | 22 mai 1996, Stadio Olimpico, Rome | 22 mai 1996, Stadio Olimpico, Rome | 22 mai 1996, Stadio Olimpico, Rome |
|  | 6 et 20 mars 1996 | 6 et 20 mars 1996 | 6 et 20 mars 1996  | 6 et 20 mars 1996 |                |                | 3 et 17 avril 1996 | 3 et 17 avril 1996 | 3 et 17 avril 1996 | 3 et 17 avril 1996 |  |  | 22 mai 1996, Stadio Olimpico, Rome | 22 mai 1996, Stadio Olimpico, Rome | 22 mai 1996, Stadio Olimpico, Rome | 22 mai 1996, Stadio Olimpico, Rome |
|  | 2e gr.D           | Real Madrid       | 1                  | 0                 |                |                | 3 et 17 avril 1996 | 3 et 17 avril 1996 | 3 et 17 avril 1996 | 3 et 17 avril 1996 |  |  | 22 mai 1996, Stadio Olimpico, Rome | 22 mai 1996, Stadio Olimpico, Rome | 22 mai 1996, Stadio Olimpico, Rome | 22 mai 1996, Stadio Olimpico, Rome |
|  | 2e gr.D           | Real Madrid       | 1                  | 0                 |                |                | 3 et 17 avril 1996 | 3 et 17 avril 1996 | 3 et 17 avril 1996 | 3 et 17 avril 1996 |  |  | 22 mai 1996, Stadio Olimpico, Rome | 22 mai 1996, Stadio Olimpico, Rome | 22 mai 1996, Stadio Olimpico, Rome | 22 mai 1996, Stadio Olimpico, Rome |
|  | 1er gr.C          | Juventus          | 0                  | 2                 |                |                | 3 et 17 avril 1996 | 3 et 17 avril 1996 | 3 et 17 avril 1996 | 3 et 17 avril 1996 |  |  | 22 mai 1996, Stadio Olimpico, Rome | 22 mai 1996, Stadio Olimpico, Rome | 22 mai 1996, Stadio Olimpico, Rome | 22 mai 1996, Stadio Olimpico, Rome |
|  | 1er gr.C          | Juventus          | 0                  | 2                 | Juventus       | Juventus       | 2                  | 2                  |                    |                    |  |  | 22 mai 1996, Stadio Olimpico, Rome | 22 mai 1996, Stadio Olimpico, Rome | 22 mai 1996, Stadio Olimpico, Rome | 22 mai 1996, Stadio Olimpico, Rome |
|  | 6 et 20 mars 1996 |                   |                    |                   | Juventus       | Juventus       | 2                  | 2                  |                    |                    |  |  | 22 mai 1996, Stadio Olimpico, Rome | 22 mai 1996, Stadio Olimpico, Rome | 22 mai 1996, Stadio Olimpico, Rome | 22 mai 1996, Stadio Olimpico, Rome |
|  |                   |                   | FC Nantes          | FC Nantes         | 0              | 3              |                    |                    |                    |                    |  |  | 22 mai 1996, Stadio Olimpico, Rome | 22 mai 1996, Stadio Olimpico, Rome | 22 mai 1996, Stadio Olimpico, Rome | 22 mai 1996, Stadio Olimpico, Rome |
|  | 2e gr.A           | FC Nantes         | FC Nantes          | FC Nantes         | 0              | 3              | 2                  | 2                  |                    |                    |  |  | 22 mai 1996, Stadio Olimpico, Rome | 22 mai 1996, Stadio Olimpico, Rome | 22 mai 1996, Stadio Olimpico, Rome | 22 mai 1996, Stadio Olimpico, Rome |
|  | 2e gr.A           | FC Nantes         | 3 et 17 avril 1996 |                   |                |                | 2                  | 2                  |                    |                    |  |  | 22 mai 1996, Stadio Olimpico, Rome | 22 mai 1996, Stadio Olimpico, Rome | 22 mai 1996, Stadio Olimpico, Rome | 22 mai 1996, Stadio Olimpico, Rome |
|  | 1er gr.B          | Spartak Moscou    | 0                  | 2                 |                |                |                    |                    |                    |                    |  |  | 22 mai 1996, Stadio Olimpico, Rome | 22 mai 1996, Stadio Olimpico, Rome | 22 mai 1996, Stadio Olimpico, Rome | 22 mai 1996, Stadio Olimpico, Rome |
|  | 1er gr.B          | Spartak Moscou    | 0                  | 2                 | Juventus       | Juventus       | 1ap (4)            | 1ap (4)            |                    |                    |  |  |                                    |                                    |                                    |                                    |
|  | 6 et 20 mars 1996 |                   |                    |                   | Juventus       | Juventus       | 1ap (4)            | 1ap (4)            |                    |                    |  |  |                                    |                                    |                                    |                                    |
|  |                   |                   | Ajax Amsterdam     | Ajax Amsterdam    | 1 tab(2)       | 1 tab(2)       |                    |                    |                    |                    |  |  |                                    |                                    |                                    |                                    |
|  | 2e gr.C           | Borussia Dortmund | Ajax Amsterdam     | Ajax Amsterdam    | 1 tab(2)       | 1 tab(2)       | 0                  | 0                  |                    |                    |  |  |                                    |                                    |                                    |                                    |
|  | 2e gr.C           | Borussia Dortmund |                    |                   |                |                |                    |                    |                    |                    |  |  |                                    |                                    |                                    |                                    |
|  | 1er gr.D          | Ajax Amsterdam    | 2                  | 1                 |                |                |                    |                    |                    |                    |  |  |                                    |                                    |                                    |                                    |
|  | 1er gr.D          | Ajax Amsterdam    | 2                  | 1                 | Ajax Amsterdam | Ajax Amsterdam | 0                  | 3                  |                    |                    |  |  |                                    |                                    |                                    |                                    |
|  | 6 et 20 mars 1996 |                   |                    |                   | Ajax Amsterdam | Ajax Amsterdam | 0                  | 3                  |                    |                    |  |  |                                    |                                    |                                    |                                    |
|  |                   |                   | Panathinaïkos      | Panathinaïkos     | 1              | 0              |                    |                    |                    |                    |  |  |                                    |                                    |                                    |                                    |
|  | 2e gr.B           | Legia Varsovie    | Panathinaïkos      | Panathinaïkos     | 1              | 0              | 0                  | 0                  |                    |                    |  |  |                                    |                                    |                                    |                                    |
|  | 2e gr.B           | Legia Varsovie    |                    |                   |                |                |                    | 0                  |                    |                    |  |  |                                    |                                    |                                    |                                    |
|  | 1er gr.A          | Panathinaïkos     | 0                  | 3                 |                |                |                    |                    |                    |                    |  |  |                                    |                                    |                                    |                                    |
|  | 1er gr.A          | Panathinaïkos     | 0                  | 3                 |                |                |                    |                    |                    |                    |  |  |                                    |                                    |                                    |                                    |
|  |                   |                   |                    |                   |                |                |                    |                    |                    |                    |  |  |                                    |                                    |                                    |                                    |

### Quarts de finale
| Équipe 1          | Résultat | Équipe 2       | Aller | Retour |
| ----------------- | -------- | -------------- | ----- | ------ |
| Real Madrid       | 1 - 2    | Juventus       | 1 - 0 | 0 - 2  |
| FC Nantes         | 4 - 2    | Spartak Moscou | 2 - 0 | 2 - 2  |
| Borussia Dortmund | 0 - 3    | Ajax Amsterdam | 0 - 1 | 0 - 2  |
| Legia Varsovie    | 0 - 3    | Panathinaïkos  | 0 - 0 | 0 - 3  |

### Demi-finales
| Équipe 1       | Résultat | Équipe 2      | Aller | Retour |
| -------------- | -------- | ------------- | ----- | ------ |
| Juventus       | 4 - 3    | FC Nantes     | 2 - 0 | 2 - 3  |
| Ajax Amsterdam | 3 - 1    | Panathinaïkos | 0 - 1 | 3 - 0  |

### Finale
| Équipe 1       | Résultat | Équipe 2 | Tab   |
| -------------- | -------- | -------- | ----- |
| Ajax Amsterdam | 1 - 1ap  | Juventus | 2 - 4 |